# توری ماتسوزاکا
توری ماتسوزاکا (انگلیسی: Tori Matsuzaka؛ زادهٔ ۱۷ اکتبر ۱۹۸۸) هنرپیشه و مدل اهل ژاپن است. وی از سال ۲۰۰۸ میلادی تاکنون مشغول فعالیت بوده‌است. از فیلم‌هایی که وی در آن نقش داشته است، می‌توان به دروغ‌های اول آوریل، امپراتور در آگوست، ۱۰ دلاور سانادا، پرندگان بی‌نام و خون گرگ‌ها اشاره کرد.